# 小鳴門公園
小鳴門公園（こなるとこうえん）は、徳島県鳴門市瀬戸町堂浦にある公園である。

## 地理
1926年（大正15年）に瀬戸小学校の創立五十周年を記念して小鳴門公園が整備された。その際に、公園の入り口に地元・瀬戸町にある当時の煉瓦製造所の赤レンガを使用した門を建立。この門は、2018年（平成30年）の文化庁の視察の際に価値ある建造物として高い評価を得た。
公園内の広場には1919年（大正年）に建てられた戦没者を供養する忠魂碑があり、レンガの門から広場への道中には鳴門海峡の出口が見える。公園からは小鳴門新橋や小鳴門海峡・島田島が望める。

## 交通
- JR鳴門線「鳴門駅」より車で約15分。
- 神戸淡路鳴門自動車道「鳴門北インターチェンジ」より車で約15分。